# Hitschler (Unternehmen)
Die Hitschler International GmbH & Co. KG (auch Hitschies, Eigenschreibweise: hitschies) ist ein deutscher Süßwarenhersteller mit Sitz in Hürth bei Köln.

## Geschichte
Ferdinand Hitschler, der Vater von Karl Walter Hitschler, begann Ende der 1920er Jahre in Köln-Klettenberg den Handel mit Tabak und Cachous. Mitte der 1930er Jahre gründete er dann das Unternehmen Hitschler’s Cachou, ab 1946 unter dem Namen Ferdinand Hitschler & Sohn. Nach dem Tod von Ferdinand Hitschler benannte Walter Hitschler 1953 das Unternehmen in Hitschler International um. In den 1950er Jahren wurden Kaugummis für Hitschler in der 1. Deutschen Kaugummi-Fabrik hergestellt, die später von Hitschler International übernommen und ausgebaut wurde. Im Juli 2010 starb der Sohn des Gründers, der das Unternehmen bis zuletzt geführt hatte, im Alter von 88 Jahren. Sieben Jahre lang wurde die Geschäftsführung von nicht der Gründerfamilie angehörenden Managern übernommen. 2014 lag Hitschler in Bezug auf Markenstärke im Markenranking von Fruchtgummi hinter Haribo, Storcks Nimm2 Lachgummi und Katjes auf dem 4. Platz vor Trolli und Frigeo.
Seit November 2017 wird das Unternehmen vom Urenkel des Unternehmensgründers, Philip Hitschler-Becker, geleitet. Im Jahr 2020 wurde der Stammsitz von Köln an die Stadtgrenze nach Hürth-Kalscheuren verlegt; 2021 wurde die Marke in hitschies umbenannt.

## Aktuell
Hitschler International GmbH & Co. KG hatte 2017 37,5 Mio. Euro Umsatz und rund 150 Mitarbeiter.
Ein Produktionsstandort befindet sich in Michelstadt im Odenwald in Hessen.

## Sortiment

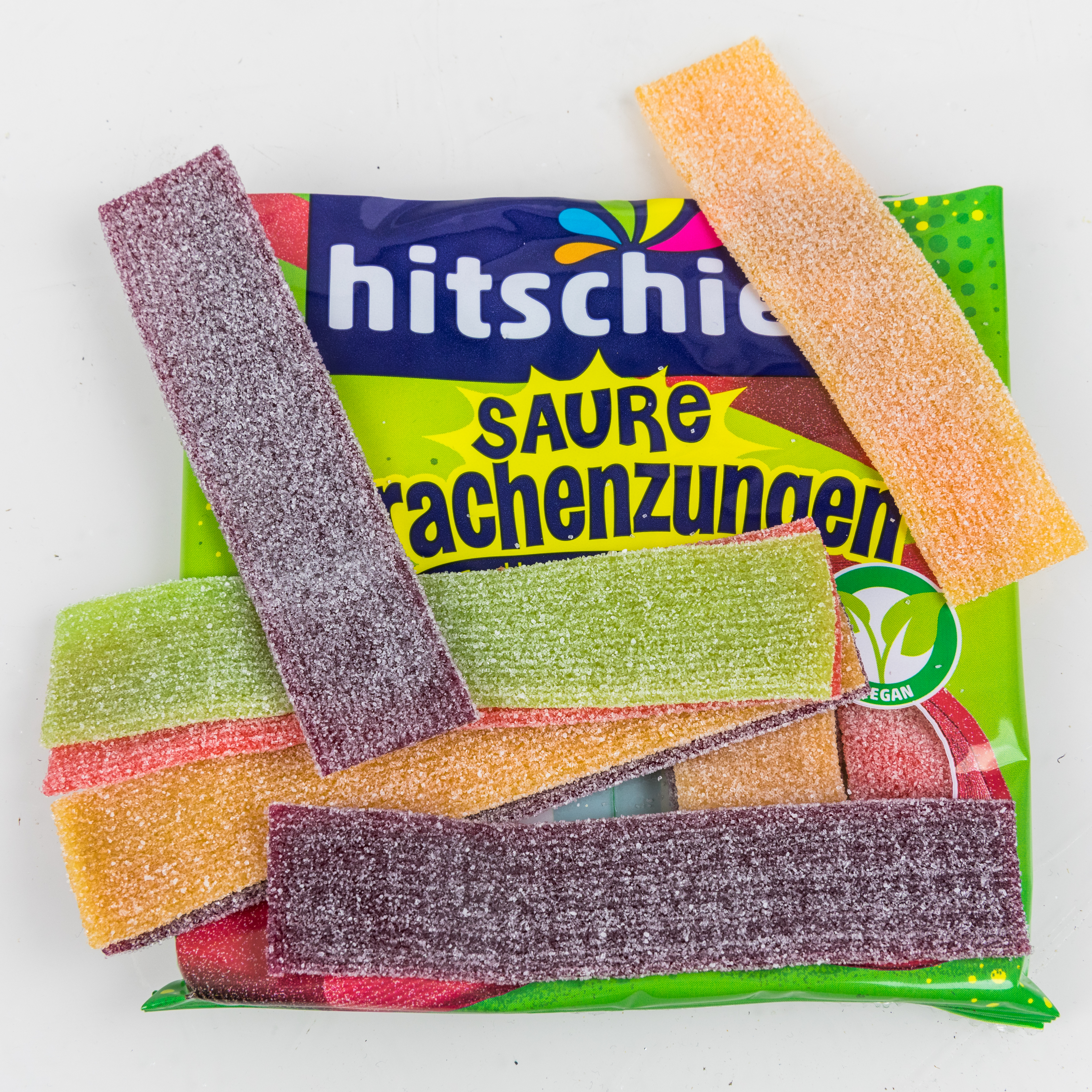
Hitschies Saure Drachenzungen

Das Sortiment besteht vorwiegend aus Kaubonbons, Kaubonbon-Dragees, Fruchtgummi, Kaugummi, Oblaten mit Brausefüllung und Schaumzuckerware. Einige Produkte enthalten keine Gelatine. Ab dem Jahr 2023 will das Unternehmen komplett gelatinefrei produzieren.